# Hawker P.1052
Die Hawker P.1052 war ein britisches Experimentalflugzeug, das von Hawker Aircraft für das Royal Aircraft Establishment gebaut wurde, um Versuche mit gepfeilten Tragflächen durchzuführen.

## Konstruktion und Entwicklung
Um die Spezifikationen E.38 / 46 des Luftfahrtministerium zu erfüllen, wurde die P.1052 entwickelt. Die Hawker P.1052 entspricht der Hawker P.1040 (Hawker Sea Hawk) in den meisten Aspekten, mit dem Hauptunterschied, dass die Tragflächen in einem Winkel von 35° gepfeilt sind. Das Höhenleitwerk wurde verkleinert. Der erste Prototyp (VX272) flog erstmals am 19. November 1948 und der zweite Prototyp (VX279) am 13. April 1949. Im Winter 1949/1950 wurden bei dem ersten Prototyp nach Strukturtests an einer dritten, nicht flugfähigen, Flugzeugzelle beide Tragflächen und der Rumpf verstärkt. Etwa zur gleichen Zeit wurde der zweite Prototyp mit einem variablen Höhenleitwerk ausgestattet. Im Jahr 1950 wurde dieses Flugzeug unter der Bezeichnung Hawker P.1081 auf einen einzigen Strahlaustritt und auf ein gepfeiltes Leitwerk umgebaut. Sein hinterer Rumpf wurde dann verstärkt und mit einem Fanghaken ausgestattet und mit einiger Verzögerung auf den ersten Prototyp ausgeliefert.
Die einzige verbliebene P.1052 wurde mit einer strömungsgünstigen Cockpithaube und einem Kreuzleitwerk ausgestattet, dies verbesserte ihr Hochgeschwindigkeitsverhalten. Im Mai 1952, nach einiger Verzögerung, Start- und Landeversuche an Bord der Eagle durchgeführt. Dafür wurde die P.1052 mit dem längeren Fahrwerk der Sea Hawk ausgerüstet. Im Juni wurden die letzten Änderung an der P.2052 umgesetzt, ein Höhenleitwerk mit variabler Pfeilung wurde für Hochgeschwindigkeitsversuche des Royal Aircraft Establishment eingebaut. Nach einer Notlandung im September 1953 wurde die Hawker P.1052 außer Dienst gestellt.
Eine als P.1078 bezeichnete mit einem Raketenmotor unterstützte Version des P.1052 mit dem Armstrong-Siddeley-Snarler-Triebwerk war Gegenstand einer Designstudie. Diese wurde jedoch nicht gebaut da die Arbeit an der auf der ungepfeilten P.1040 basierenden Hawker P.1072 weiter fortgeschritten war.
Keine weiteren Hawker P.1052 wurden gebaut, und die Arbeit auf die P.1067(Hawker Hunter) verlagert.
Die P.1052 war Teil des Übergangs von den geraden Tragflächen der von einem Zentrifugaltriebwerk angetriebenen Hawker Sea Hawk zum mit einem Axialtriebwerk angetriebenen Pfeilflügel-Jäger wie der Hawker Hunter.

## Technische Daten

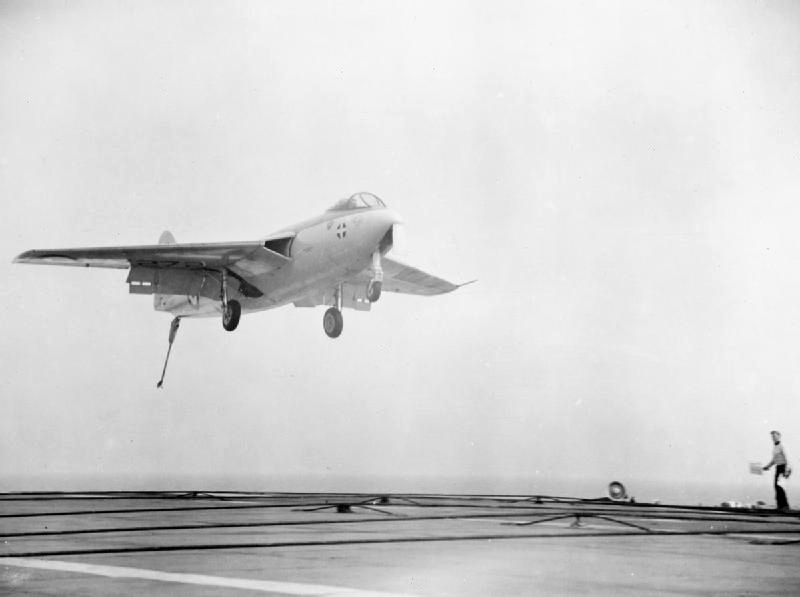
Hawker P.1052 landet auf der Eagle, 1952

| Kenngröße             | Daten                                                 |
| --------------------- | ----------------------------------------------------- |
| Besatzung             | 1                                                     |
| Länge                 | 12,07 m (40 ft)                                       |
| Spannweite            | 9,60 m (31 ft)                                        |
| Höhe                  | 3,20 m (10 ft)                                        |
| Flügelfläche          | 23,97 m² (258 ft²)                                    |
| Flügelstreckung       | 3,8                                                   |
| Leermasse             | 4.286 kg (ca. 9.450 lb)                               |
| Startmasse            | 6.118 kg (13.488 lb)                                  |
| Triebwerk             | 1 × Turbojet Rolls-Royce Nene RN2, 22,2 kN (5.000 lb) |
| Höchstgeschwindigkeit | 1.098 km/h (593 kn) auf Meereshöhe                    |
| Dienstgipfelhöhe      | 13.870 m (45.505 ft)                                  |
| Steiggeschwindigkeit  | 19,6 m/s bis 10.640 m (3.864 ft/min bis 35.000 ft)    |

## Erhaltenes Flugzeug
Der erste Prototyp VX272 ist im Fleet Air Arm Museum auf der RNAS Yeovilton ausgestellt.